# Empaquetatge d'aplicacions
L'empaquetatge d'aplicacions consisteix a proporcionar les aplicacions en forma de paquets, als que se sol cridar en anglès software bundle o application bundle. Aquests paquets estan formats pels programes executables de l'aplicació, així com per totes les biblioteques de les que depèn i un altre tipus de fitxers (com imatges, fitxers d'àudio, traduccions i localitzacions, etc.), de manera que es proporcionen com un conjunt. Les biblioteques de les quals depèn el programa poden haver estat enllaçades tant de forma dinàmica com també estàtica. Per tant, l'usuari percep que el paquet com un conjunt que representa el programa per si mateix, quan en realitat inclou altres fitxers.
L'empaquetatge d'aplicacions permet evitar els problemes de les dependències tant a l'hora d'instal·lar l'aplicació com a l'hora d'usar-la, ja que cada paquet porta amb si les seves dependències i la instal·lació o desinstal·lació de cap altre programari no afectarà les dependències de l'esmentat paquet.
El principal avantatge de l'empaquetatge d'aplicacions és precisament que s'eviten els problemes de les dependències, i que l'aplicació es pot traslladar d'un computador a l'altre sense necessitat de reinstal·lar-la, ja que el paquet de l'aplicació conté tots els fitxers necessaris per executar-la. Tanmateix, com a desavantatge es presenta que aquests paquets ocupen molt més espai al disc, especialment si el paquet inclou les biblioteques.
Un sistema operatiu destacat per tenir aplicacions proporcionades com paquets és Mac Os X. En aquest sistema operatiu, la major part de les aplicacions es proporcionen en paquets que inclouen tot el necessari per usar-les, si bé unes quantes se n'instal·len per altres mètodes. El motiu que Mac Os X hagi generalitzat la provisió d'aplicacions com paquets té com a objectiu facilitar que els usuaris instal·lin les aplicacions.